# Tabernacolo di Montiloro

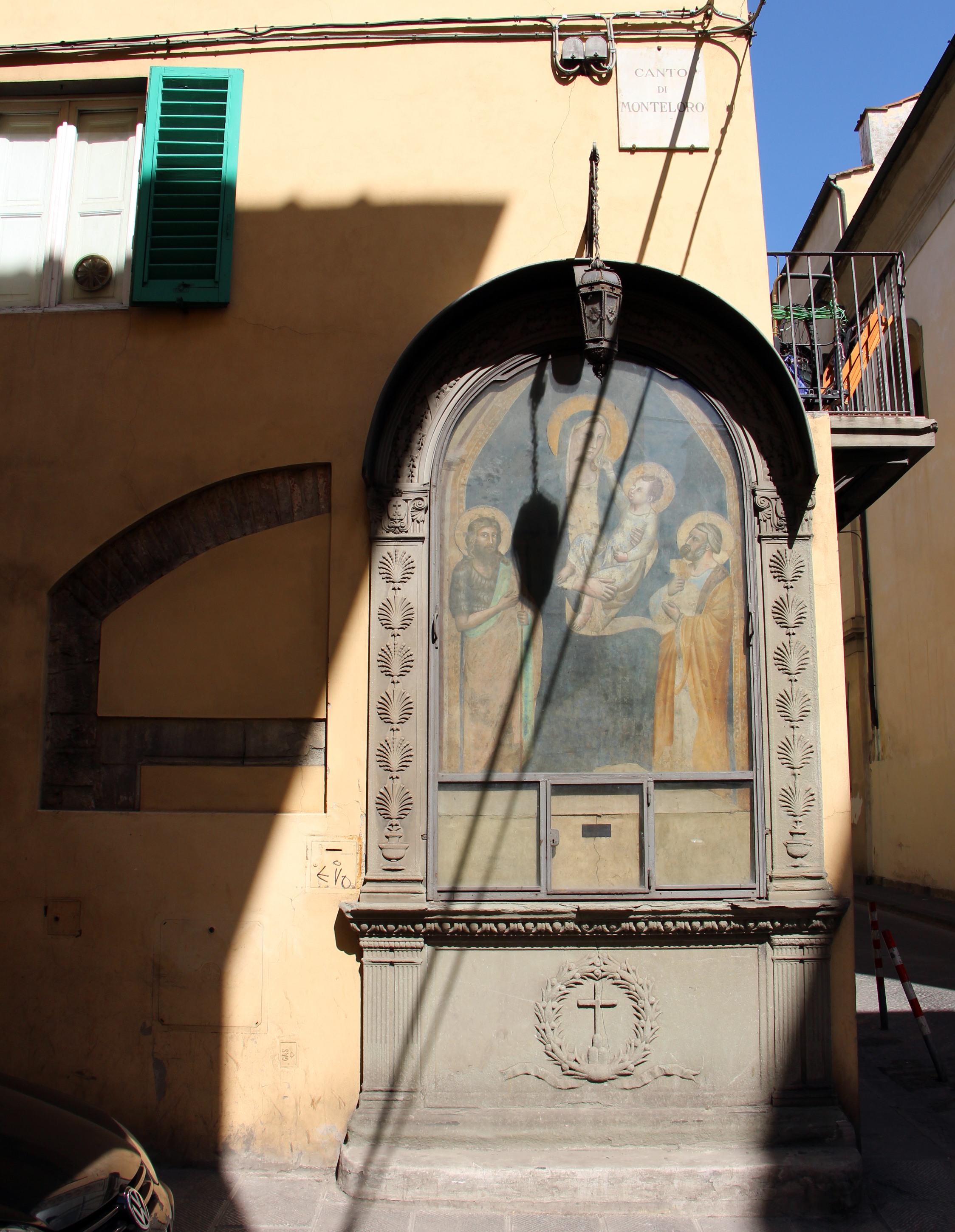
Il tabernacolo di Montiloro

Il tabernacolo di Montiloro (o Monteloro) si trova nel canto di Montiloro a Firenze, l'incrocio tra via Alfani e Borgo Pinti, dall'altro lato rispetto alla chiesa di Santa Maria a Candeli dove confluisce anche via dei Pilastri.

## Storia
Il Canto di Montiloro, o Montedoro, ricorda una delle potenze festeggianti, le compagnie laiche che nel tardo Rinascimento erano dedite all'organizzazione di feste e divertimenti, come testimoniato da una targa murata sullo spigolo della chiesa.
Il tabernacolo venne fatto costruire dalla Compagnia dell'Assunta e presenta un ornamento scolpito in pietra serena. Essa aveva come stemma un monte a tre o sei cime con la vertice una croce, il tutto d'oro su campo azzurro, da cui le venne il nome popolare di Montiloro o Monteloro. Lo stemma del monte con la croce, presente sul capitello, finì per dare il nome al canto, e anche alla potenza festeggiante di Montiloro, che qui si riuniva. In antico infatti il tabernacolo era protetto da una tettoia su mensole più ampia, che formava una sorta di piccola cappella avanzante sulla strada, demolita poi per ragioni di viabilità alla fine dell'Ottocento. Lo stesso canto, sulla metà opposta, venne detto di Candeli, per la presenza del monastero di Candeli, che affaccia già su via dei Pilastri.
L'affresco, alterato da vari rifacimenti intercorsi nel tempo, fu strappato nel 1953 da Dino Dini e, ricollocato, fu danneggiato dall'alluvione del 4 novembre 1966: rimosso nuovamente e a lungo conservato nei depositi della Soprintendenza ai Beni Artistici e Storici fu restaurato dalla ditta R.A.M. nel 1991 su interessamento del Centro Matic Spa, quindi ricollocato nella sede originale.

## Descrizione

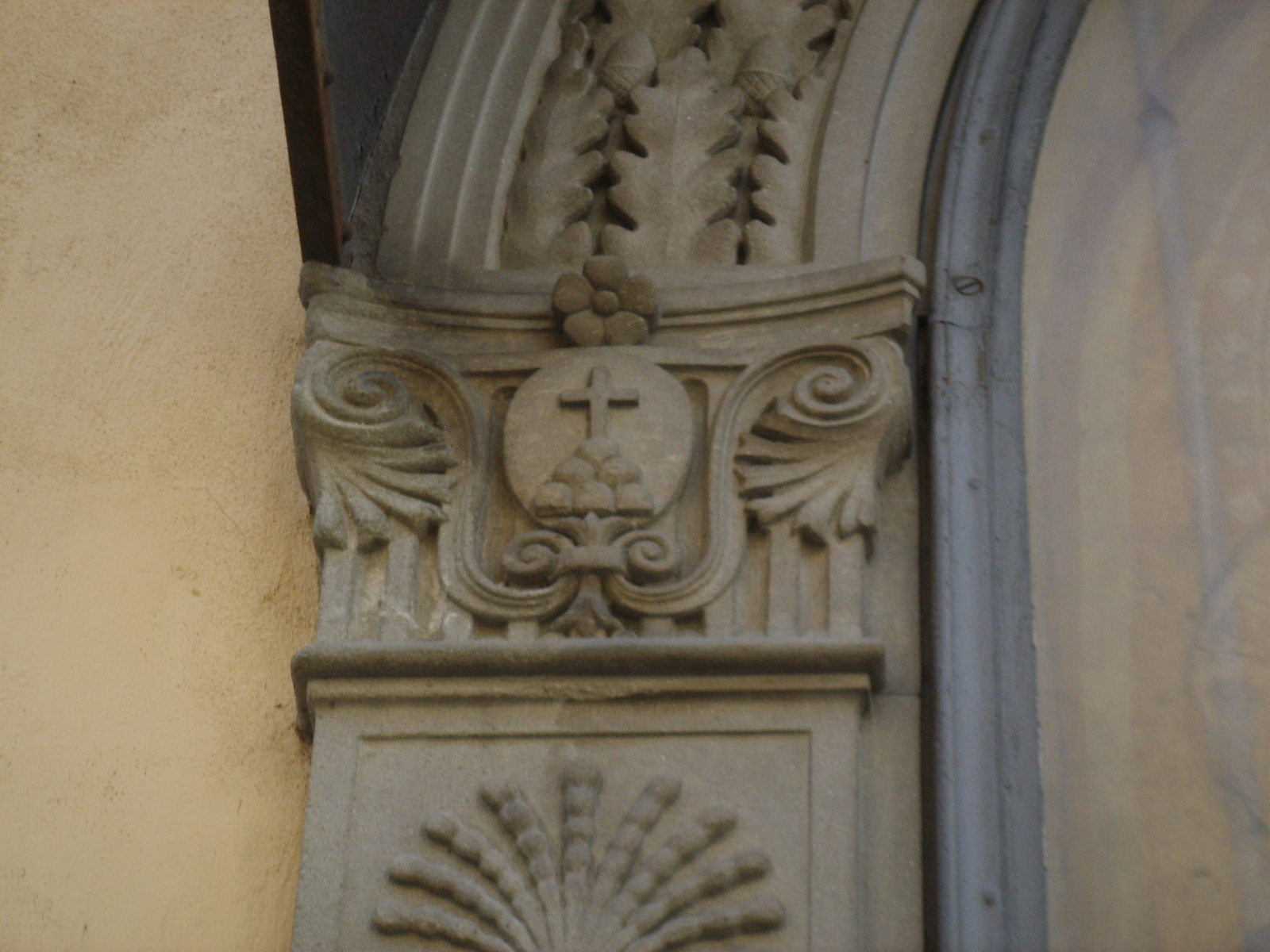
Lo stemma di Montiloro

Il tabernacolo architettonico è costituito da una edicola centinata in pietra serena, con le lesene decorate a bassorilievo da un sistema di palmette uscenti da un vaso, il capitello composito a volute includente un monte a sei cime sostenente una croce (emblema della Compagnia di Monteloro da cui il nome del canto) e l'arco arricchito da un serto di foglie di quercia legate da un nastro. Il basamento è segnato al centro da una corona di foglie racchiudente un ulteriore emblema della Compagnia, nella variante con il monte a tre cime. Mentre l'edicola ha carattere quattrocentesco (si reputa sia stata realizzata tra il 1470 e il 1471, con ulteriori lavori nel 1860) l'affresco che conserva è della metà del Trecento, attribuito a Puccio di Simone (Boskovits), e raffigura la Madonna col Bambino in trono tra i santi Giovanni Battista e Pietro. Anticamente si nota come superiormente avesse una forma gotica cuspidata, e non centinata come dopo l'intervento quattrocentesco.
Si appoggia su un edificio a quattro piani formatosi presumibilmente grazie all'unificazione di più antiche case a schiera, come molte ce n'erano in questa zona, comunque privo di elementi architettonici di rilievo. Sul lato di via degli Alfani sono stati portati a vista sulle superfici intonacate porzioni di un architrave in pietra e di un arco ribassato in laterizio, a documentare l'antica fondazione dell'immobile.

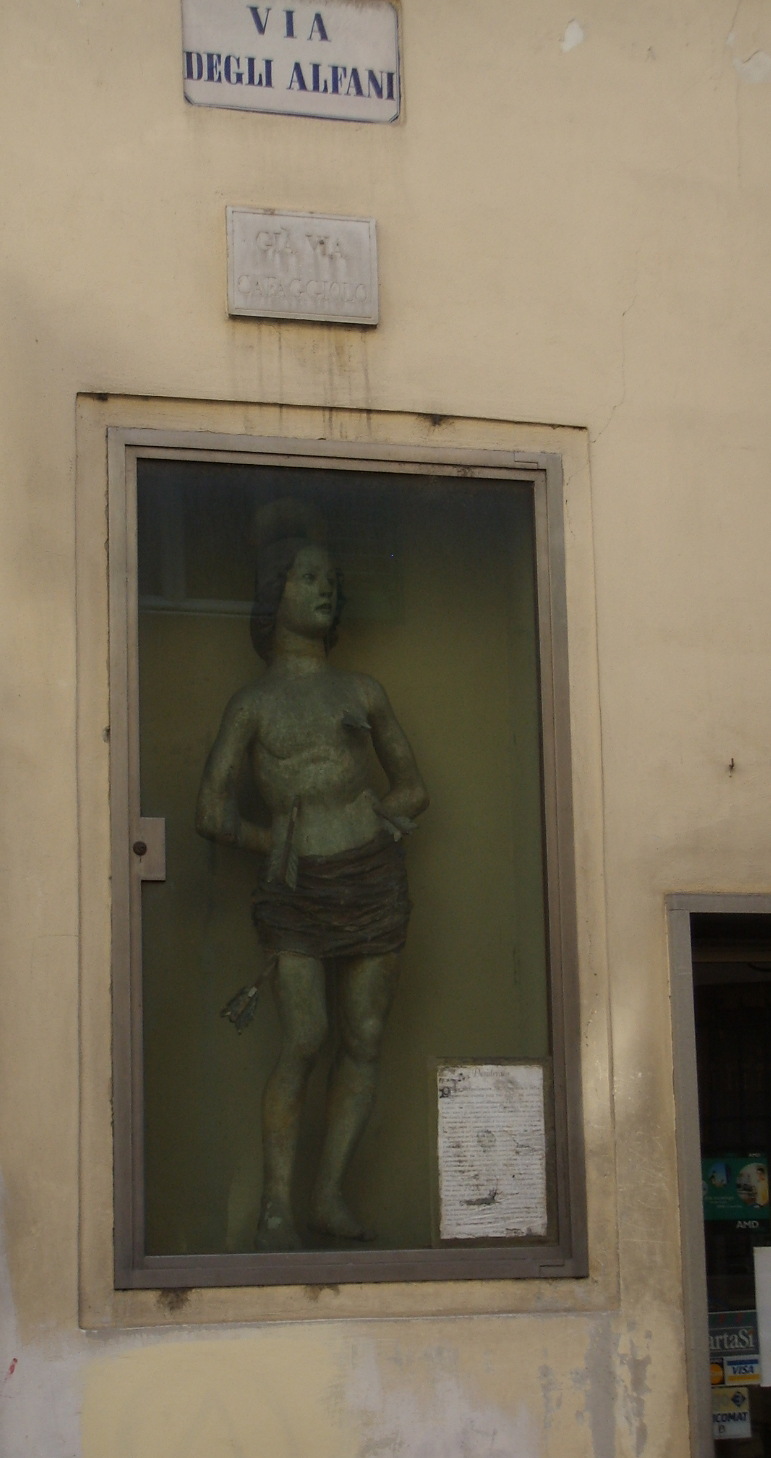
Il San Sebastiano

Davanti, in prossimità della cantonata, in una rientranza del muro protetta da un vetro con telaio metallico (che sostituì le più antiche imposte lignee), si trova una statua lignea quattrocentesca di San Sebastiano, pure oggetto di devozione popolare. Si trova su un edificio a quattro piani formatosi presumibilmente grazie all'unificazione di più antiche case a schiera, come molte ce n'erano in questa zona, comunque privo di elementi architettonici di rilievo. Anche la statua fu restaurata dopo i danni dell'alluvione.